# The Girl I Left Behind Me (film 1915)
The Girl I Left Behind Me è un film muto del 1915 diretto da Lloyd B. Carleton. Si basa sul lavoro teatrale The Girl I Left Behind Me di David Belasco e Franklin Fyles andato in scena in prima all'Empire Theatre di Broadway il 25 gennaio 1893.

## Trama
Durante il ballo dato per il fidanzamento della figlia del generale con il tenente Hawkesworth, in un piccolo avamposto del West arriva la notizia che la tribù dei Piedi Neri è sul sentiero di guerra. Per sedare la rivolta, viene inviato un reggimento capitanato da Hawkesworth e dal suo rivale in amore, il tenente Parlow. Quest'ultimo, però, si rivela un codardo: non solo è causa della sconfitta dei suoi, ma incolpa dei suoi errori Hawkesworth. Il generale, allora, ordina alla figlia di rompere il fidanzamento e di sposare Parlow. La verità verrà a galla quando il tenente Hawkesworth dimostrerà il suo coraggio durante l'attacco dei Piedi Neri al forte, riuscendo a far arrivare in soccorso agli assediati il sesto Cavalleggeri di stanza lì vicino. La vigliaccheria di Parlow viene smascherata e salta fuori anche una sua vecchia storia con la moglie di un ufficiale fuggita con lui che poi Parlow aveva abbandonata. Ormai nessun ostacolo si frappone tra Hawkesworth e la fidanzata e i due possono finalmente sposarsi.

## Produzione
Il film fu prodotto dalla Fox Film Corporation (come Box Office Attractions Company). Le riviste dell'epoca riportano la notizia che alcune delle scene furono girate a Fort Assiniboine, in Montana.

## Distribuzione
Il copyright del film, richiesto da William Fox, fu registrato il 21 gennaio 1915 con il numero LP5182.
Distribuito dalla Box Office Attractions Company, il film - presentato da William Fox - uscì nelle sale cinematografiche statunitensi nel gennaio 1915.
Non si conoscono copie ancora esistenti della pellicola che viene considerata presumibilmente perduta.